# Harkstede
Harkstede (Gronings: Haakstee of Haarkstee) is een dorp in de gemeente Midden-Groningen en voor een klein deel in de gemeente Groningen in de Nederlandse provincie Groningen. Harkstede behoorde vanouds tot de landstreek Duurswold.
In 1821 telde het dorp 874 inwoners. Op 1 december 1869 telde het dorp - in de dorpskom - 281 inwoners. Daarna werd het veel meer uitgebreid - vooral als forensenplaats van de stad Groningen - en in 2004 waren er 2.726 inwoners en op 1 januari 2023 telde het dorp 3.245 inwoners. Hiermee was het dorp na Siddeburen het op een na grootste dorp van de toenmalige gemeente Slochteren.
Harkstede was sinds 1811 een zelfstandige gemeente, maar werd in 1821 samengevoegd met de gemeente Slochteren. In 1826 werd ook de gemeente Siddeburen hierbij gevoegd. Het dorp vormt bovendien een tweelingdorp met Scharmer, nadat dit in 1824 zijn eigen kerkgebouw verloor. Door recente nieuwbouwprojecten is Harkstede sterk uitgebreid, waardoor het westelijke deel van Scharmer (met inbegrip van het middeleeuwse kerkhof) nu tot Harkstede wordt gerekend.
Onder Harkstede valt ook de buurtschap Klein Harkstede, die tegen het dorp Middelbert aan ligt en sinds 1962 deels (en sinds 2017 volledig) onder de gemeente Groningen valt. Ter onderscheiding daarvan werd het dorp Harkstede vroeger ook wel Groot Harkstede genoemd.
Onder het kerspel Harkstede vielen vanouds de buurtschappen Uitham, Hamweg (of Lageland) en Roeksweer.
In dit gebied ontstonden verder de waterschappen Kleine Harkstederpolder (1806/1868), Kwabbepolder (1818/1872), Veenpolder (voor 1829/1840), Groenwijk (voor 1832), Buringspolder (voor 1832), Scharmer Kloosterpolder (1845, deels), Groote Harkstederpolder (1848), Het Lageland (1877), Bakkerspolder (1899) en Meenteschaar (1906). Een aantal daarvan betrof kleinere gebieden die werden bemalen met een spinnekopmolentje.

## Geschiedenis
Harkstede, Klein-Harkstede en Heidenschap zijn ontstaan omstreeks de elfde eeuw als een hoogveenontginning vanuit de oevers van de Kleisloot. Dit was een riviertje dat ontsprong in het Groote Meer en zich ter hoogte van het Eemskanaal bij Blokum met het verlengde van de Scharmer Ae verenigde. Beide riviertjes mondden bij Woltersum uit in de Fivel, maar hebben hun water vermoedelijk een tijdlang via het Lustigemaar in de richting van Onderdendam geloosd. Omstreeks 1300 werd het gebied van het Scharmerzijlvest opgenomen in het Generale Zijlvest der Drie Delfzijlen, waarna men het oppervlaktewater voortaan via het Damsterdiep bij Delfzijl kon lozen.
Het ontginningsblok van de drie dorpen vormde een halve cirkel rond de Kleisloot en de drie meertjes bij Lageland (het Groote Meer, het Middelmeer en het Kleine Meer). Het werd aan de westzijde begrensd door de Grasdijk en het Oude Maar (de oude Stadsweg), aan de noordzijde door de randveenontginningen rond Woltersum, aan de oostzijde door de Benningsloot en aan de zuidzijde door de Borgwal en de Borgsloot, die de afscheiding vormden met het Gorecht. De Benningsloot - samenvallend met de opstrekkende verkaveling van Scharmer, Kolham en Slochteren - vormde de oostelijke achtergrens van het ontginningsblok; hij volgde een kaarsrechte lijn vanaf een denkbeeldig punt aan de Graauwedijk, waar de dorpsgrenzen van Woltersum, Schildwolde en Slochteren elkaar raakten. De westelijke grens werd gevormd door de opstrekkende verkaveling van Garmerwolde en Ten Boer (de zogenaamde Grasdijk). De kolonisten van Harkstede moesten dus genoegen nemen met het gebied dat tussen de ontginningen rond Garmerwolde en Slochteren overbleef.
De ontginningen begonnen bij het wierdedorpje Roeksweer aan de benedenloop van de Kleisloot. Hier bevonden zich later enkele boerderijen die eigendom waren van de familie Rengers van Scharmer, wier voorouders mogelijk leiding gaven aan de werkzaamheden. De ontginningen resulteerden in een bewoningslint langs de Hamweg bij Lageland. De Hamweg zal zich oorspronkelijk op De Hammen hebben gericht, maar deze verbinding werd later onderbroken door het ontstaan van het Westermeer en het graven van de Woltersumer Ae rond 1470. De weg liep door tot het voormalige buurtschapje Uitham (ook De(n) Ham), vlak bij het huidige dorp Harkstede. Hoe dit streekdorp oorspronkelijk heette, weten we niet; mogelijk gaat het om de nederzetting Diurardasrip, die rond het jaar 1000 wordt vermeld en zijn naam gaf aan de landstreek Duurswold. Al tegen het einde van de middeleeuwen werd de bewoning langs de Hamweg grotendeels opgegeven. De landerijen kwamen meest in handen van de bewoners van aangrenzende dorpen.
De bewoning van het huidige dorp Harkstede concentreerde zich aan de huidige Hoofdweg. De meeste huizen van Klein-Harkstede stonden verder noordelijk aan een voetpad en verhuisden pas na 1900 naar het huidige nederzettingslint langs de Borgweg.
De naam van het dorp Harkstede wordt rond het midden van de vijftiende eeuw voor het eerst vermeld als die grote Harxstede, indie grote Harckstede en indie lutke Harckstede, rond 1550 ook als Hercksteede. Hij komt volgens de taalkundige Wobbe de Vries mogelijk van de verkleinvorm Harke, afgeleid van de persoonsnaam Hare, met de Oudfriese uitgang -stadi ('plaats'), dus de plaats, de hofstede of het bezit van Harke. Aangezien de betreffende voornaam in deze contreien niet is gedocumenteerd, zou het ook om een andere (al dan niet verbasterde) naam kunnen gaan, bijvoorbeeld Herderic, Harderic of Haderic. Ook bestaat de mogelijkheid dat de naam Harke of Herke betrekking heeft op de godin Harke/frauharke die tegenwoordig bekend staat als vrouw Holle maar van oorsprong de Germaanse naam voor moeder aarde is. Toponiemen met de uitgang -stede zijn in Nederland verder betrekkelijk zeldzaam. Minder waarschijnlijk is de verklaring dat dat met arke een kapel zou zijn bedoeld, die hier gestaan zou hebben.
Het kerkdorp Harkstede bestaat in ieder geval sinds de dertiende eeuw. De toren naast de Hervormde kerk stamt waarschijnlijk uit die periode. De huidige kerk zelf is aan het einde van de zeventiende eeuw gebouwd ter vervanging van een ouder gebouw. Hij is een van de weinige monumentale protestantse kerken in de provincie. Gezien de periode waarin de kerk werd gebouwd is het opvallend dat hij gotische elementen bevat. De kerk beschikt over een Schnitgerorgel uit 1695.
Een ander beeldbepalend monument in het dorp is de korenmolen Stel's Meuln uit 1851.

## Voorzieningen
Het dorp heeft twee basisscholen die samen met de openbare bibliotheek, de crèche, de naschoolse opvang en de sportzaal zijn ondergebracht in het educatief centrum de Borgstee. Ook heeft het dorp enkele winkels, een tennisvereniging, een voetbalvereniging, een tafeltennisvereniging en een volleybalvereniging.

## Nieuwbouw
- Aan de zuidkant van het dorp ligt de Borgmeren, een nieuwbouwwijk aan twee zandplassen (scharmergat en webgat) die is ontstaan door zandwinning voor de aanleg van de A7 tussen Groningen en Bad Nieuweschans. De eerste huizen werden in 1996 gebouwd. De belangstelling voor de vrije bouwkavels was zo groot dat bij de uitgifte van percelen aspirant-kopers om een kavel te bemachtigen wekenlang bij het gemeentehuis van Slochteren hebben gekampeerd in caravans.
- Ten westen van het dorp wordt de nieuwbouwwijk Meerstad (10.000 woningen) gebouwd, die tot de gemeente Groningen behoort.

## Recreatie
- Ten noordwesten van het dorp lag een roeibaan van internationale afmetingen waar jaarlijks de Martini Regatta en andere wedstrijden werden gehouden. Ook is er een indoorskibaan en een afslagplaats voor golfen. Daarnaast ligt camping Grunopark en recreatiegebied Grunostrand, met o.a. een kabelskibaan waar de sporten waterskiën en wakeboarden worden beoefend en een springschans die het mogelijk maakt om te oefenen voor het freestyleskiën of te bilboarden.
- ten zuiden van het dorp ligt rond het meer de Scharmergat een recreatiegebied met een appartementenverhuur, Borgmeren en een kleine golfbaan.

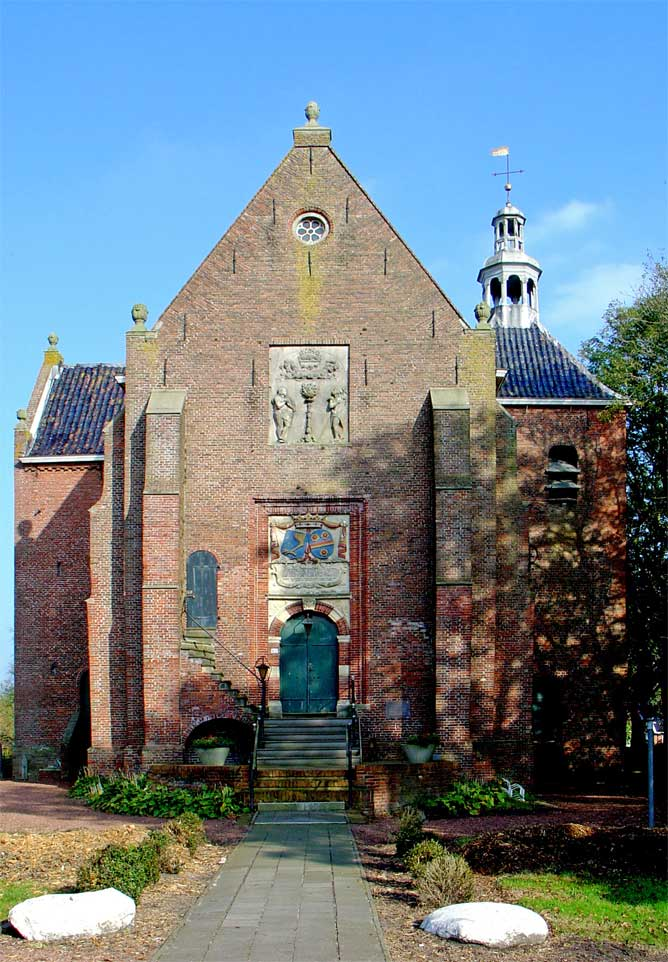
kerk van Harkstede (1700, toren ca. 1250)
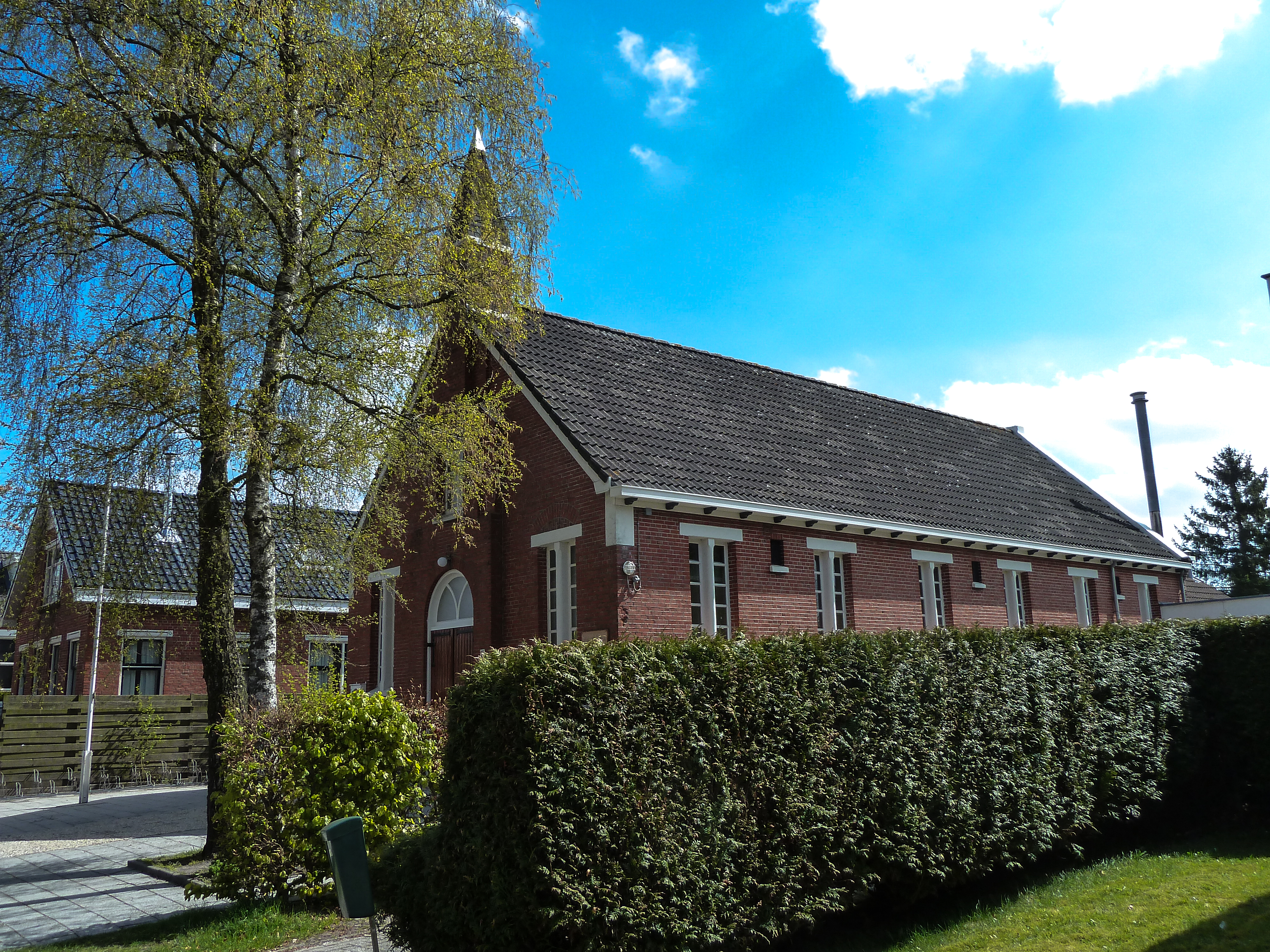
Nederlandse Gereformeerde kerk (1923)
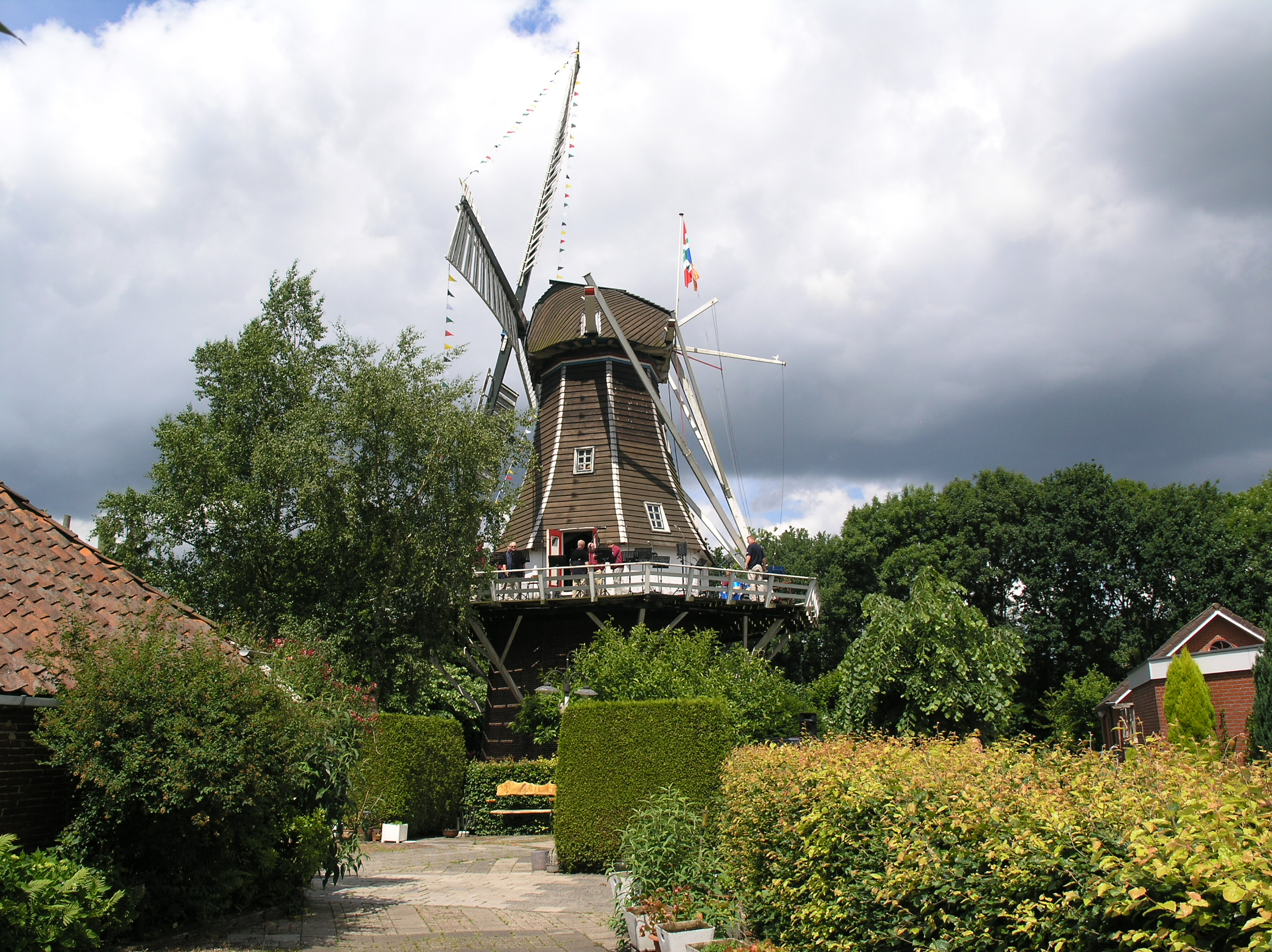
Stel's Meuln (1851)
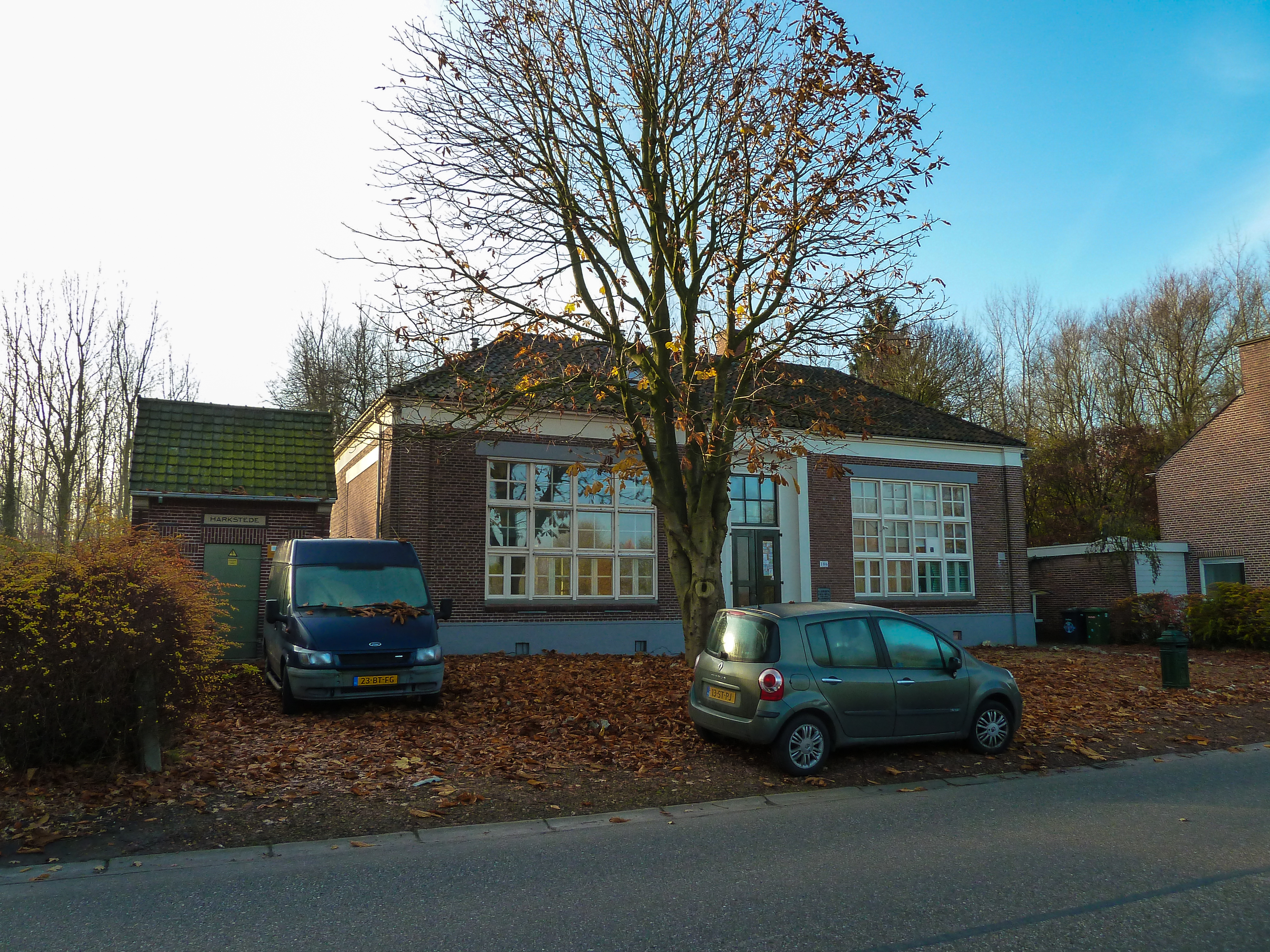
Voormalige openbare lagere school in neoclassicistische stijl (1884)

## Geboren in Harkstede
- Wim Meijer (1939), bestuurder en topfunctionaris en voormalig PvdA-politicus